# Lanne (Hautes-Pyrénées)
Lanne (okzitanisch: Lana) ist eine französische Gemeinde mit 604 Einwohnern (Stand: 1. Januar 2022) im Département Hautes-Pyrénées in der Region Okzitanien; sie gehört zum Arrondissement Tarbes und zum Kanton Ossun. Die Einwohner werden Lannais genannt.

## Geografie
Lanne liegt rund zehn Kilometer südwestlich des Stadtzentrums von Tarbes. Umgeben wird Lanne von den Nachbargemeinden Louey im Norden, Bénac im Osten und Südosten, Averan im Süden, Adé im Südwesten sowie Ossun im Westen.
Im Westteil der Gemeinde liegt ein Teil des Flughafens Tarbes-Lourdes-Pyrénées. Durch diesen führt auch die Route nationale 21.

## Bevölkerungsentwicklung
| Jahr                       | 1962 | 1968 | 1975 | 1982 | 1990 | 1999 | 2006 | 2013 |
| Einwohner                  | 235  | 238  | 227  | 324  | 448  | 507  | 575  | 572  |
| Quellen: Cassini und INSEE |      |      |      |      |      |      |      |      |

## Sehenswürdigkeiten

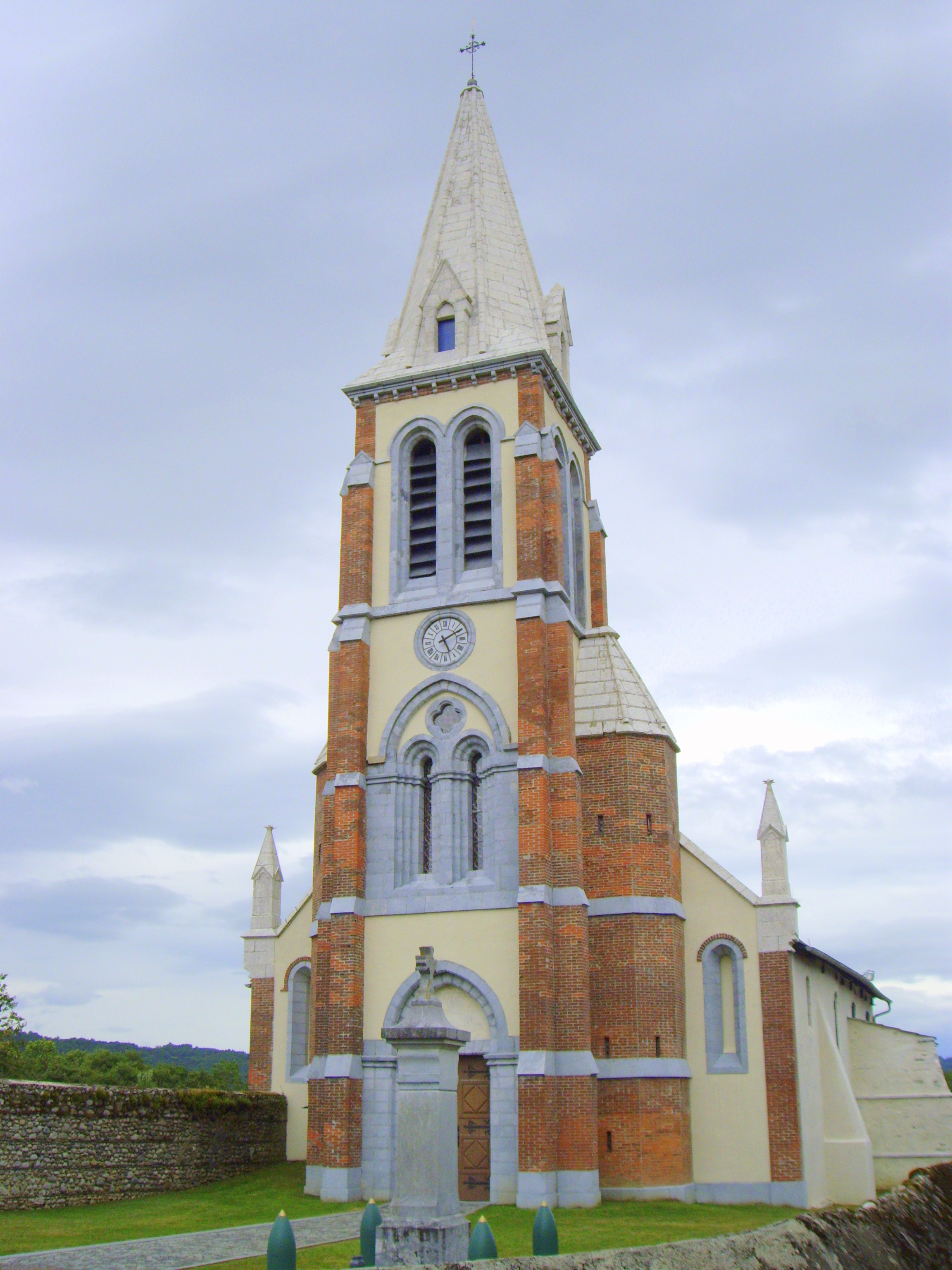
Kirche Saint-Blaise
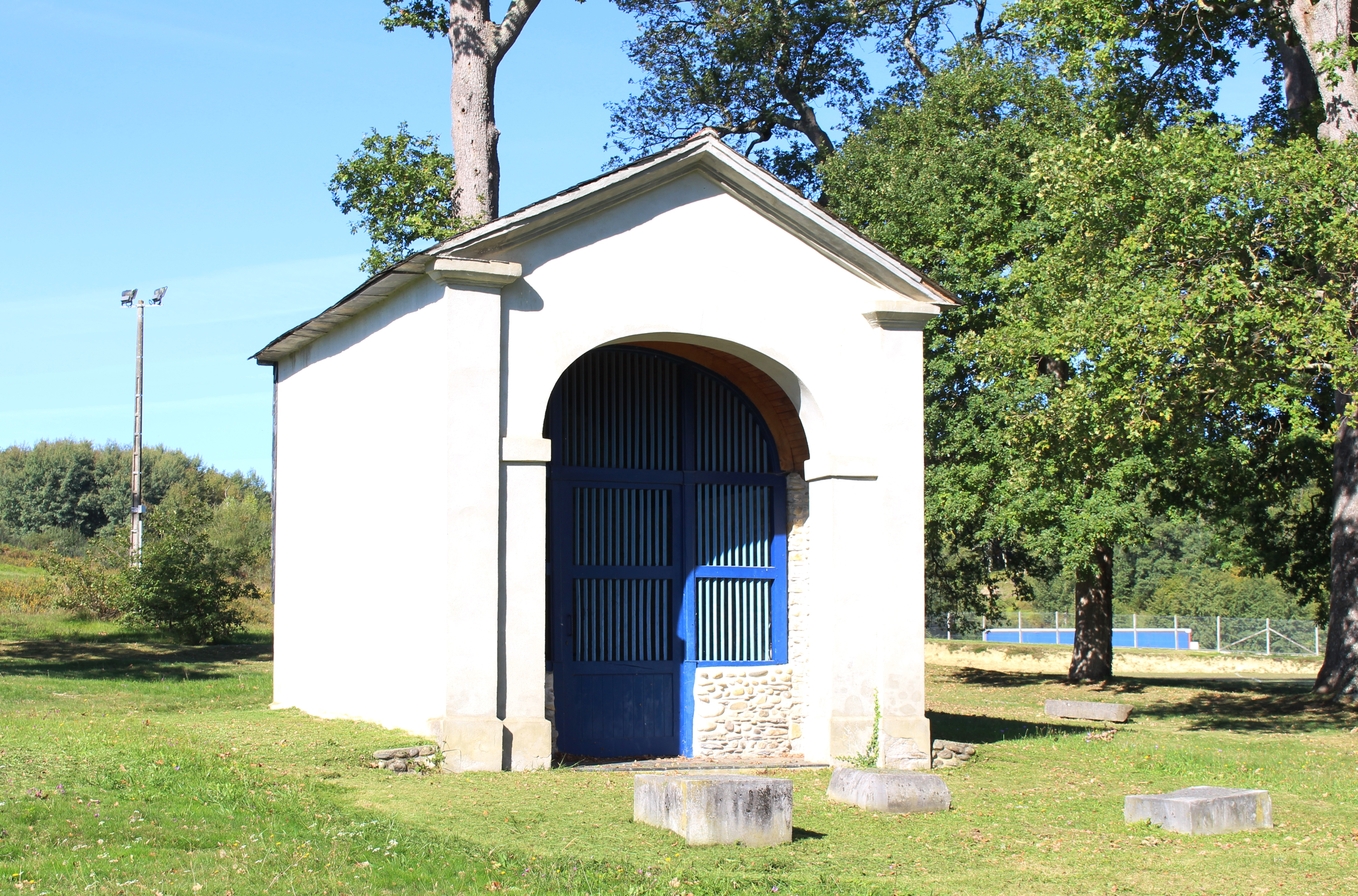
Kapelle Saint-Roch

- Kirche Saint-Blaise
- Kapelle Saint-Roch